# Otočić Veliki Školj (ö i Kroatien, Istrien)
Otočić Veliki Školj är en ö i Kroatien.   Den ligger i länet Istrien, i den västra delen av landet, 200 km väster om huvudstaden Zagreb.